# Bronimierz
Bronimierz – kolonia w Polsce położona w województwie kujawsko-pomorskim, w powiecie inowrocławskim, w gminie Złotniki Kujawskie.
Do 2023 miejscowość nazywała się Bronimierz Wielki i była wsią.
W latach 1975–1998 miejscowość administracyjnie należała do województwa bydgoskiego.